# The Wall
The Wall ist ein Konzeptalbum der britischen Rockband Pink Floyd. Es wurde im November 1979 veröffentlicht. The Wall stellte nach den Vorgängern Wish You Were Here und Animals eine neue musikalische Ausrichtung der Band dar. Zugleich ist es das letzte Studioalbum in der „klassischen“ – seit 1968 bestehenden – Besetzung, da Richard Wright nach Ende der Aufnahmen veranlasst wurde, die Gruppe zu verlassen.
The Wall belegte in zahlreichen Ländern Platz eins der Charts. Es zählt mit über 33 Millionen verkauften Exemplaren zu den weltweit erfolgreichsten Alben und ist das meistverkaufte Doppelalbum der Musikgeschichte.

## Inhalt
The Wall erzählt die Geschichte von Pink, einem jungen, erfolgreichen Musiker, der durch die Überbehütung seiner Mutter (Mother), der Abwesenheit seines im Krieg gefallenen Vaters (Another Brick in the Wall Part I, When the Tigers Broke Free), Liebesaffären (Young Lust), dem Umstand, von seiner Frau betrogen und verlassen worden zu sein (Young Lust, Don’t Leave Me Now) und der Grausamkeit seiner Lehrer (The Happiest Days of Our Lives, Another Brick in the Wall Part II) eine imaginäre Mauer um sich errichtet, die ihn vor äußeren emotionalen Einflüssen und weiteren Verletzungen schützen soll. Nachdem er die Mauer aufgebaut hat, verzweifelt der junge Mann, weil er weitgehend von sozialen Kontakten abgeschirmt ist (Hey You).
Unfähig, die Mauer einzureißen, verabschiedet sich der Protagonist von der für ihn grausamen Welt (Goodbye Cruel World). Anstatt sich jedoch umzubringen, versucht er, die letzten verbleibenden Gefühle zu unterdrücken und zieht sich in sich selbst zurück. Pink ist nun drogenabhängig, apathisch und verbringt die meiste Zeit einsam vor dem Fernseher (Nobody Home). Als er für einen Auftritt von einem Arzt mit Beruhigungsmitteln behandelt wird (Comfortably Numb), nehmen seine Drogenfantasien überhand: Zunächst entwickelt er Verfolgungswahn (Run Like Hell), und in seinen Vorstellungen wird er sodann zu einem totalitären Agitator, der in seiner Wut auf die Welt gegen Minderheiten hetzt (Waiting for the Worms, In the Flesh).
Am Ende seines Wahns ist Pink nicht mehr in der Lage, alle Emotionen zu unterdrücken und klagt sich selbst des Vergehens, Gefühle gezeigt zu haben, vor einem imaginären Gericht an (Stop). Das Gericht nimmt die Zeugenaussagen von Lehrer, Ex-Frau und Mutter entgegen und verurteilt den Angeklagten: Als Strafe soll er vor seinesgleichen zur Schau gestellt werden – die Mauer wird niedergerissen (The Trial). Der verletzliche Pink ist nun freigegeben, und ein neues Leben scheint möglich (Outside the Wall) – allerdings bricht die letzte Melodie an genau der Stelle ab, mit der das Album begonnen hat: Vielleicht beginnt sein Leidensweg also auch einfach wieder von vorn.

## Hintergrund
Bei dem letzten Konzert der Promotion-Tour für das Album Animals echauffierte sich Waters so sehr über das Benehmen eines Fans in der ersten Reihe, dass er ihm ins Gesicht spuckte. Entsetzt über seine eigenen Emotionen begann Waters mit der Arbeit an einem Konzept-Album über sein Gefühl der Isolation von seinem Publikum und die potentiellen Barrieren zwischen den Menschen. Das Ergebnis ist The Wall. Von Beginn an plante er außerdem nicht nur ein Album, sondern auch ein theatralisches Konzert sowie einen Film.
Die Person des als Soldat verstorbenen Vaters trägt autobiografische Züge, da Roger Waters’ Vater Eric Fletcher Waters im Zweiten Weltkrieg fiel. Besonders im Stück When the Tigers Broke Free verarbeitet Waters den Verlust seines eigenen Vaters, der als Soldat der „Royal Fusiliers Company C“ am 16. Februar 1944 bei der Verteidigung eines Brückenkopfes in Anzio (Italien) getötet wurde, als deutsche Kampfpanzer vom Typ Tiger die alliierten Stellungen durchbrachen. Dieser Titel ist allerdings nicht auf dem Album enthalten. Waters schrieb ihn extra für eine entsprechende Szene im später entstandenen Film.
Das Stück Vera ist eine Anspielung auf Vera Lynn, eine im Zweiten Weltkrieg für ihre vor allem bei britischen Soldaten beliebten Lieder bekannte Sängerin. Pink Floyd nimmt in diesem Stück Bezug auf Lynns Song We'll Meet Again aus dem Jahr 1942.

## Konzert
Die Uraufführung der Konzerttournee fand am 7. Februar 1980 in Los Angeles statt. Wegen der aufwändigen Bühnenkonstruktion wurde The Wall in den Jahren 1980 und 1981 lediglich an vier Orten jeweils mehrere Abende in Folge aufgeführt: 7-mal in Los Angeles, 5-mal in Uniondale (New York), 11-mal in London und 8-mal in Dortmund.
Während der ersten Konzerthälfte wurde schrittweise quer über die Bühne eine Mauer, bestehend aus quaderförmigen Papp-Bausteinen, errichtet. Mit jedem weiteren Lied kamen neue hinzu, sodass sie mit dem letzten Ton des letzten Liedes (Goodbye Cruel World) geschlossen wurde. Anschließend folgte eine rund dreißigminütige Pause.
In der zweiten Konzerthälfte spielten Pink Floyd hinter der Bühne, während vorne eine maskierte „Ersatzband“ agierte (Andy Bown, Snowy White, Willie Wilson und Peter Woods). Im Stück In The Flesh propagiert der Protagonist dieser Ersatzband in einer Rede seine faschistische Entschlossenheit. Bei der Uraufführung wurden willkürlich Zuschauer zu bestimmten Textpassagen ausgewählt und mit einem Spotlicht angeleuchtet, so zum Beispiel bei „Are there any queers in the theatre tonight?“ („Sind heute Abend Schwule in diesem Saal anwesend?“) oder „This one looks Jewish, and this one’s a coon!“ („Der hier sieht jüdisch aus, und der hier ist ein Neger!“), schließlich kommentiert mit „If I had my way, I’d have all of you shot!“ („Wenn es nach mir ginge – ich würde euch alle erschießen lassen!“). Zum Finale seiner Rede fielen an den Wänden Banner mit den gekreuzten Hämmern herunter, in den Farben schwarz, weiß und rot. Vor allem vor Run like Hell pflegte Waters alias Pink zudem das Publikum zu beschimpfen: „Are there any paranoids in the audience tonight? Is there anyone who worries about things? Pathetic! This is for all you weak people in the audience!“ („Sind heute Paranoiker im Publikum? Sind hier Leute, die sich Sorgen machen? Wie jämmerlich! Dies hier ist für euch ganzen Haufen Schwächlinge im Publikum!“)
Bei Run Like Hell traten Pink Floyd vor die Mauer und spielten mit der „Ersatzband“. Ansonsten waren in der zweiten Hälfte der Shows nur in einzelnen Szenen, wie beispielsweise der Hotelzimmerszene, in der Roger Waters als Pink vor dem Fernseher sitzt, einzelne Bandmitglieder zu sehen. Und David Gilmour wurde z. B. bei einem seiner Gitarrensoli (Comfortably Numb) mittels einer Hebebühne auf Mauerhöhe gehoben, so dass er von den Zuschauern zu sehen war. Auf die Mauer wurden im Laufe des Konzerts mehrfach Trickfilmszenen projiziert. Am Schluss fiel sie, unterlegt von Explosionsgeräuschen, in sich zusammen, sodass wieder die Pink-Floyd-Musiker sichtbar wurden. Es folgte das akustische Schlusslied, also ohne jegliche elektronisch unterstützte Musik.
Spektakulär waren auch die riesengroßen Marionetten, die während der Show als Pinks Mutter, Lehrer und Freundin zu sehen waren.

## Film
1982 wurde das Album von Alan Parker und Gerald Scarfe mit dem Musiker Bob Geldof in der Hauptrolle verfilmt. Der Film enthält ein neues Lied (When the Tigers Broke Free) sowie Neueinspielungen von älteren Liedern wie Mother und Empty Spaces.
Der Film The Wall ist zusammengesetzt aus Realfilm- und Zeichentricksequenzen von Scarfe. In den Zeichentrickteilen wird insbesondere die Mauer visualisiert, sie dienen der Darstellung von Pinks Innenleben.

## Aufführung in Berlin 1990

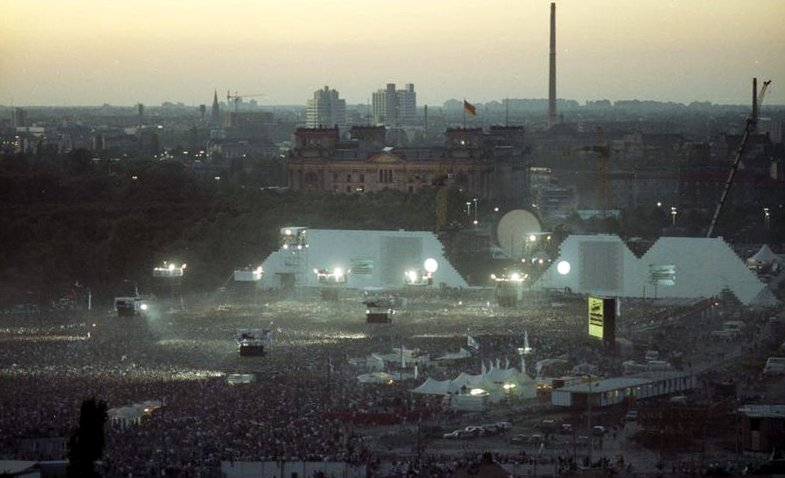
Rund 300.000 Zuschauer versammelten sich auf dem ehemaligen Todesstreifen zwischen Brandenburger Tor und Leipziger Platz

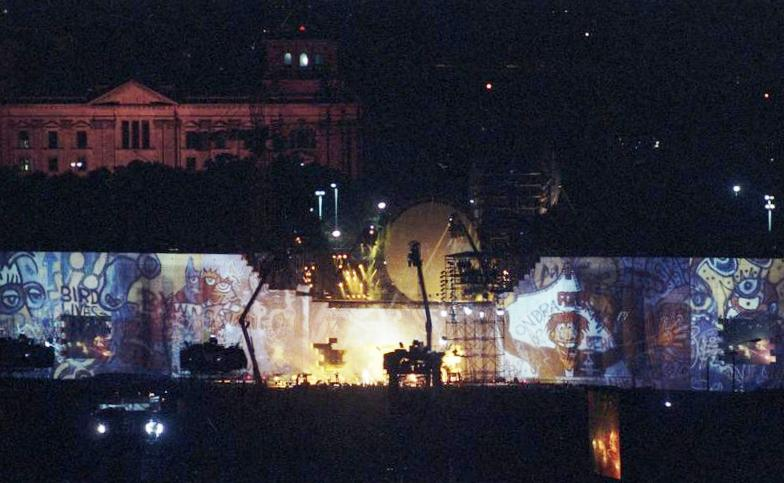
Im Scheinwerferlicht auch Graffiti, wie sie für die Berliner Mauer typisch war

Nach dem Fall der Berliner Mauer im Jahre 1989 wurde The Wall am 21. Juli 1990 am Potsdamer Platz nochmals aufgeführt. Das Konzert wurde von Roger Waters geleitet, der die Rechte an The Wall hat. Alle Mitwirkenden (u. a. Paul Carrack, Cyndi Lauper, Sinéad O’Connor, Joni Mitchell, Jerry Hall, Bryan Adams, The Hooters, Scorpions, Van Morrison, Ute Lemper) verzichteten auf die Gage. Der Erlös von sechs Millionen DM wurde an die Stiftung World War Memorial Fund for Disaster Relief gespendet.
Zu den Höhepunkten von Rolf M. Engels Arbeit, einem der Gründer des deutschen Designbüros Atelier Markgraph mit Sitz in Frankfurt am Main, in dem Bereich Inszenierung und Design für weltweite Auftritte, gehört die Leitung der komplizierten Planung und Inszenierung, die es Roger Waters ermöglichte, The Wall kurz vor der deutschen Wiedervereinigung in Berlin aufzuführen. Dieses gigantische Spektakel erforderte eines der größten jemals aufgebauten Bühnenbilder, das über zweitausend Menschen auf die Bühne brachte und von über 300.000 Zuschauern live gesehen wurde.
Die Lieder wurden teilweise anders interpretiert als auf dem Album. Einige Arrangements waren sehr aufwändig, so kreisten zu den Hubschraubereffekten vom Album echte Helikopter seitlich über den Zuschauern. Als Finale gab es mit The Tide Is Turning einen Song, den Waters zuvor auf dem Studioalbum Radio K.A.O.S. (1987) veröffentlicht hatte und also nicht auf The Wall enthalten ist.
Für dieses Konzert wurden etwa 200.000 Karten verkauft, unmittelbar vor Beginn wurden aber die Tore aus Sicherheitsgründen geöffnet, weil noch viel mehr Menschen ohne Eintrittskarte auf das Festivalgelände drängten. Während der Aufführung kam es durch Probleme mit der Stromversorgung zum zeitweiligen Ausfall eines Teils der Beschallungsanlage. Mit sieben Megawatt Leistung war diese die größte, die je für ein einzelnes Konzert gebaut worden war. Bis heute ist The Wall das einzige Konzert, das durch seinen Veranstaltungsort auf der innerdeutschen Grenze mit einer Bühne gleichzeitig in zwei Staaten stattgefunden hat.

## Weitere Aufführungen und Veröffentlichungen
Das Album ist 2011 als „Immersion Edition“ erschienen, die das Livealbum Is There Anybody Out There? The Wall Live 1980–81 und Demoaufnahmen enthält.
Einzelne Lieder der Produktion waren auch auf den folgenden Pink-Floyd-Tourneen und den weltweiten Konzerten von Roger Waters und auch David Gilmour zu hören. Von 2010 bis 2013 brachte Waters The Wall zum ersten Mal seit 1990 wieder in kompletter Länge auf die Bühne. Die Tour startete am 15. September 2010 in Toronto, durchquerte anschließend die USA und schloss den Nordamerika-Teil der Tour am 21. Dezember in Mexiko-Stadt ab. Am 21. März 2011 kam die Tour nach Europa, wo sie in Lissabon startete und am 12. Juli in Athen zunächst ihren Abschluss fand. 2012 folgten weitere Aufführungen in Ozeanien, Süd- und nochmals Nordamerika. Im Sommer 2013 bildete eine Stadiontour in Europa den Abschluss. Waters hatte zuvor angedeutet, dass dies sein letztes großes Projekt sein könnte. Insgesamt wurden 219 Konzerte in 33 Ländern gespielt und dabei über 4,1 Mio. Zuschauer erreicht; die Konzerte waren weitgehend ausverkauft.
Am 6. September 2013 feierte Roger Waters seinen 70. Geburtstag mit einem Konzert in der Esprit-Arena in Düsseldorf im Zuge seiner The-Wall-Tour mit fast 34.000 Zuschauern. Die jüdische Gemeinde Düsseldorfs hatte zuvor zum Boykott des Konzerts aufgerufen, da während der Show ein riesiges aufblasbares Schwein durch die Halle fliegen sollte, auf dem neben einer Reihe anderer Symbole, wie z. B. dem Kruzifix, Hammer und Sichel oder Firmenlogos auch ein Davidstern zu sehen war. Waters wies auf seiner Website darauf hin, dass er weder Antisemit sei, noch das Schwein antisemitisch gemeint sei. Der Davidstern sei als Protest gegen die israelische Außenpolitik zu sehen, die Waters seit Jahren offen angreift. Das aufblasbare Schwein, ein wiederkehrendes Element in Waters’ Shows, symbolisiere „das Böse eines fehlgeleiteten Staates“. Am Ende eines jeden Konzertes würde es den Fans zum Geschenk gemacht, die damit jedes Mal das Richtige täten: Es zu zerstören, wie auch am 6. September 2013 auf der Südtribüne passiert.
Das Opus magnum von Waters und Pink Floyd ist mittlerweile das Werk der Rockgeschichte, über das die meisten akademischen Arbeiten verfasst worden sind. Diese reichen von der Musikwissenschaft über die Soziologie bis hin zur Anglistik und zur Theologie.
Weitere offizielle Veröffentlichungen:
- The Wall (DVD des Films von 1982)
- Is There Anybody Out There? – The Wall Live 1980–1981 (Doppel-CD)
- Roger Waters – The Wall: Live In Berlin (Doppel-CD)
- Roger Waters – The Wall: Live In Berlin (DVD des Konzerts inklusive 5.1-Kanal-Raumklang, auch als Special Edition mit DTS-5.1-Sound erhältlich)

Entsprechend der Titelliste wurden alle Stücke in Form eines Klavierauszuges veröffentlicht. Der Einband ist im Design der Plattenhülle gehalten; neben den Noten gibt es künstlerische Darstellungen der Bühnenshow, Liedtexte und Fotografien der Band. Oberhalb der Klaviernoten sind Tabulaturen für Gitarre angegeben.

## Titelliste
| LP 1 (Seite 1: Titel 1–6, Seite 2: Titel 7–13) CD 1 1. In the Flesh? (Waters) – 3:18 min 2. The Thin Ice (Waters) – 2:28 min 3. Another Brick in the Wall (Part One) (Waters) – 3:21 min 4. The Happiest Days of Our Lives (Waters) – 1:46 min 5. Another Brick in the Wall (Part Two) (Waters) – 3:56 min 6. Mother (Waters) – 5:32 min 7. Goodbye Blue Sky (Waters) – 2:48 min 8. Empty Spaces (Waters) – 2:06 min 9. Young Lust (Waters/Gilmour) – 3:29 min 10. One of My Turns (Waters) – 3:37 min 11. Don’t Leave Me Now (Waters) – 4:22 min 12. Another Brick in the Wall (Part Three) (Waters) – 1:17 min 13. Goodbye Cruel World (Waters) – 1:05 min | LP 2 (Seite 1: Titel 1–6, Seite 2: Titel 7–13) CD 2 1. Hey You (Waters) – 4:41 min 2. Is There Anybody Out There (Waters) – 2:40 min 3. Nobody Home (Waters) – 3:25 min 4. Vera (Waters) – 1:39 min 5. Bring the Boys Back Home (Waters) – 1:21 min 6. Comfortably Numb (Waters/Gilmour) – 6:49 min 7. The Show Must Go On (Waters) – 1:37 min 8. In the Flesh (Waters) – 4:17 min 9. Run Like Hell (Waters/Gilmour) – 4:23 min 10. Waiting for the Worms (Waters) – 3:56 min 11. Stop (Waters) – 0:32 min 12. The Trial (Waters/Ezrin) – 5:18 min 13. Outside the Wall (Waters) – 1:42 min |

## Rezeption

### Chartplatzierungen
| ChartsChartplatzierungen       | Höchstplatzierung | Wochen |
| ------------------------------ | ----------------- | ------ |
| Deutschland (GfK)              | 1 (178 Wo.)       | 178    |
| Österreich (Ö3)                | 1 (49 Wo.)        | 49     |
| Schweiz (IFPI)                 | 8 (38 Wo.)        | 38     |
| Vereinigte Staaten (Billboard) | 1 (160 Wo.)       | 160    |
| Vereinigtes Königreich (OCC)   | 3 (67 Wo.)        | 67     |

| ChartsJahrescharts (1980)      | Platzierung |
| ------------------------------ | ----------- |
| Deutschland (GfK)              | 1           |
| Österreich (Ö3)                | 1           |
| Vereinigte Staaten (Billboard) | 1           |

| ChartsJahrescharts (1981) | Platzierung |
| ------------------------- | ----------- |
| Deutschland (GfK)         | 24          |

### Auszeichnungen für Musikverkäufe
The Wall ist das weltweit meistverkaufte Doppelalbum. Bereits Ende 1984 betrug die Verkaufszahl über 30 Millionen Exemplare. Das Album bekam weltweit einmal Gold, 57 Mal Platin sowie 5 Mal Diamant verliehen und verkaufte laut Schallplattenauszeichnungen über 31,4 Millionen Einheiten. Quellen zufolge verkaufte es sich bis Anfang 2019 über 33 Millionen Mal. Es ist damit nach The Dark Side of the Moon das zweitmeistverkaufte Werk der Band.
| Land/Region                  | Auszeichnungen für Musikverkäufe (Land/Region, Auszeichnung, Verkäufe) | Verkäufe   |
| ---------------------------- | ---------------------------------------------------------------------- | ---------- |
| Argentinien (CAPIF)          | Platin                                                                 | 60.000     |
| Australien (ARIA)            | 11× Platin                                                             | 800.000    |
| Dänemark (IFPI)              | 7× Platin                                                              | 140.000    |
| Deutschland (BVMI)           | 4× Platin                                                              | 2.000.000  |
| Frankreich (SNEP)            | Diamant                                                                | 1.000.000  |
| Griechenland (IFPI)          | —                                                                      | 100.000    |
| Hongkong (IFPI/HKRIA)        | Platin                                                                 | 20.000     |
| Italien (FIMI)               | 5× Platin                                                              | 250.000    |
| Kanada (MC)                  | 2× Diamant                                                             | 2.000.000  |
| Neuseeland (RMNZ)            | 14× Platin                                                             | 210.000    |
| Niederlande (NVPI)           | Platin (EMI Records) · + Gold (Sony BMG)                               | 135.000    |
| Österreich (IFPI)            | —                                                                      | 58.000     |
| Polen (ZPAV)                 | Platin (Original) · + 2× Platin (Re-Issue)                             | 110.000    |
| Portugal (AFP)               | Platin                                                                 | 15.000     |
| Schweiz (IFPI)               | 2× Platin                                                              | 250.000    |
| Spanien (Promusicae)         | Platin                                                                 | 100.000    |
| Vereinigte Staaten (RIAA)    | 23× Platin                                                             | 23.000.000 |
| Vereinigtes Königreich (BPI) | 3× Platin                                                              | 900.000    |
| Insgesamt                    | 1× Gold · 57× Platin · 5× Diamant ·                                    | 31.468.000 |

Hauptartikel: Pink Floyd/Auszeichnungen für Musikverkäufe

## Sonstiges

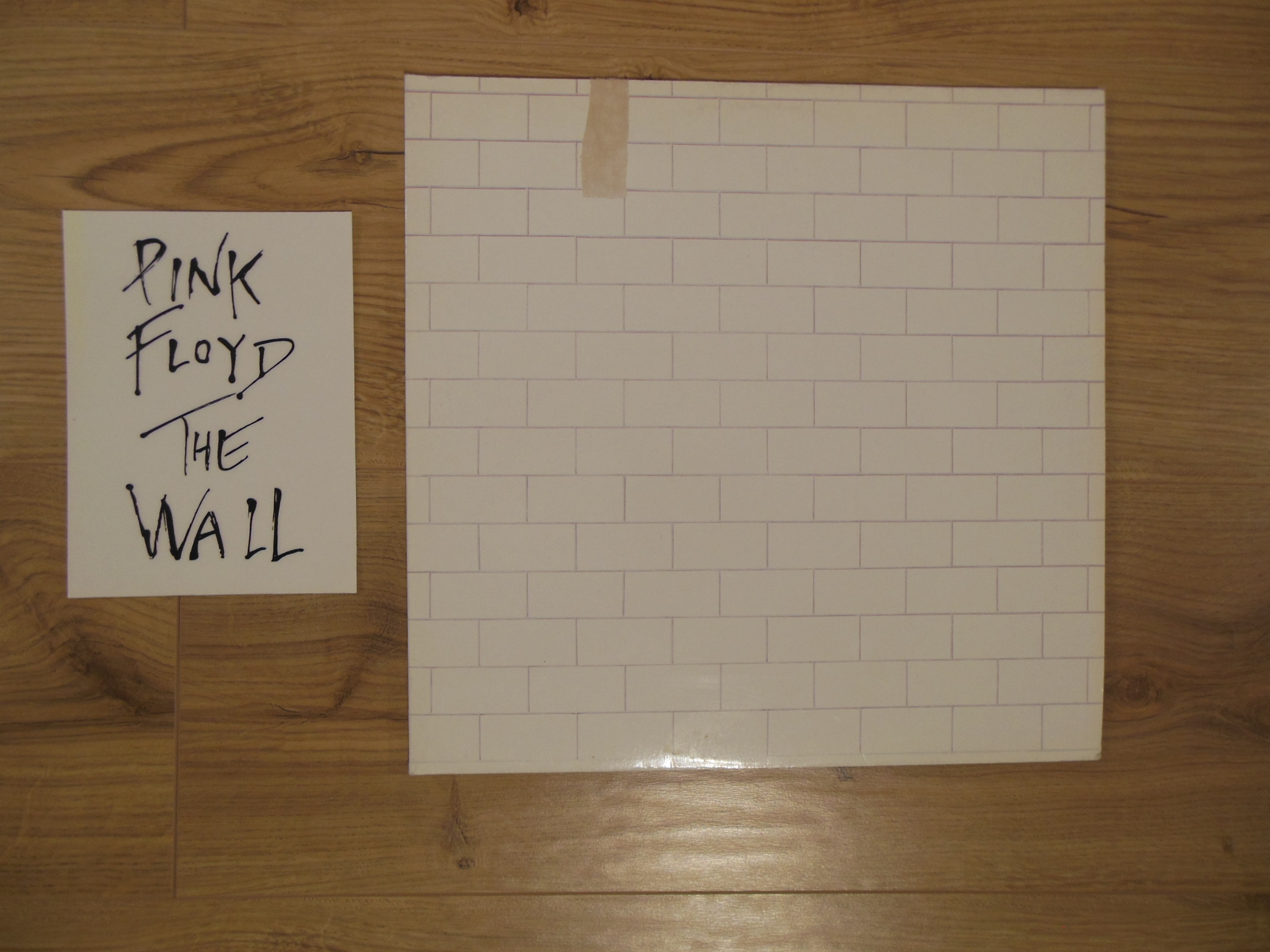
Schriftzugaufkleber und Plattenhülle

Das Stück Another Brick in the Wall (Part 2) wurde als Single und Musikvideo weltbekannt, und Comfortably Numb entwickelte sich mit seinem berühmten Gitarrensolo zum Höhepunkt fast aller folgenden Konzerte der Band. Das Design des Plattencovers sowie die Animationen des Films stammen von Gerald Scarfe.
Der originalen Doppel-LP lag ein Aufkleber mit dem Schriftzug von Gerald Scarfe bei, der zusätzlich auf das Cover geklebt werden kann. Daher sind heute Originalplatten sowohl mit als auch ohne diesen Schriftzug auf der Hülle zu finden.